# Михаил Южни
Михаил Михайлович Южни (на руски: Михаил Михайлович Южный, латиница Mikhail Youzhny) е руски тенисист.

## Биография
Михаил Михайлович Южни е роден на 25 юни 1982 г. в Москва. 

## Кариера
Южни започва да тренира тенис на шест години. Като юноша записва добри резултати, сред които е и финал на Откритото първенство на Австралия. Става професионалист през 1999, като през тази година печели четири Фючърс турнира.
През 2000 г. Михаил печели по един Чалънджър турнир на сингъл и на двойки с партньор Орлин Станойчев. Играе и първия си четвъртфинал на турнир от АТП Тур – в Москва.
През 2001 стига до трети кръг на Откритите първенства на Австралия и САЩ и четвърти на Уимбълдън (Четвърти кръг в Уимбълдън играе и през 2002, 2005 и 2007). В Копенхаген играе за първи път в кариерата си полуфинал на турнир от АТП Тур.
Следващата година Южни печели първия си турнир от висока категория – в Щутгарт. Благодарение на него Русия печели Купа Дейвис за първи път в историята си. За решаващия пети мач от финалната серия срещу Франция руският капитан Шамил Тарпишев решава да замени опитния, но неубедителен в срещите дотогава (загуби в първия мач на сингъл и на двойки) с двадесетгодишния Южни. Южни, който е гонил топките по време на последния финал на Русия за Купа Дейвис през 1995, надделява над Пол-Анри Матийо с 3–6, 2–6, 6–3, 7–5, 6–4. С тази си победа Михаил става първият тенисист, който успява да обърне последния двубой на сингъл от финалната серия (когато от него зависи изхода на серията) от 0–2 до 3–2 сета.
През 2004 г. Южни печели турнира в Санкт Петербург. Също така участва на Олимпиадата в Атина, където стига до четвъртфинал.
През 2006 стига до полуфинал на Откритото първенство на САЩ, където губи от Анди Родик. По пътя си дотам вепоставеният в основната схема Южни отстранява все класни играчи – Доминик Хърбати, Николас Масу, Давид Ферер, Томи Робредо и Рафаел Надал. По време на турнира в Санкт Петербург къса връзки на десния си глезен и пропуска финала за Купа Дейвис, спечелен от Русия срещу Аржентина.
Носител е на Купа Дейвис с отбора на Русия през 2002 и 2006. Известен е с добрия си бекхенд с дясната си ръка.
През 2007 г. печели турнира в Ротердам и играе финал в Дубай и Мюнхен. През месец август се изкачва на десето масто в ранглистата на АТП.

## Любопитно
- Братът на Михаил – Андрей Южни – също е тенисист и двамата дори имат спечелен турнир на двойки.
- След победа Южни поздравява публиката козирувайки. Тъй като по традиция само човек с шапка може да козирува, Михаил слага ракетата на главата си, имитирайки шапка.

## Кариерна статистика

### ATP финали (10 титли; 21 финала)
|        | П–З   | Година | Турнир                  | Клас         | Настилка   | Опонент          | Резултат                |
| ------ | ----- | ------ | ----------------------- | ------------ | ---------- | ---------------- | ----------------------- |
| Победа | 1–0   | 2002   | Щутгарт Оупън           | Международни | Клей       | Гилермо Каняс    | 6–3, 3–6, 3–6, 6–4, 6–4 |
| Загуба | 1–1   | 2002   | Санкт Петербург Оупън   | Международни | Твърда (з) | Себастиен Грожан | 5–7, 4–6                |
| Загуба | 1–2   | 2004   | Чайна Оупън             | Международни | Твърда     | Марат Сафин      | 6–7(4–7), 5–7           |
| Победа | 2–2   | 2004   | Санкт Петербург Оупън   | Международни | Килим (з)  | Карол Бек        | 6–2, 6–2                |
| Победа | 3–2   | 2007   | Ротердам Оупън          | Межд. Голд   | Твърда (з) | Иван Любичич     | 6–2, 6–4                |
| Загуба | 3–3   | 2007   | Дубай Тенис Чемпиъншипс | Межд. Голд   | Твърда     | Роджър Федерер   | 4–6, 3–6                |
| Загуба | 3–4   | 2007   | Баварски шампионат      | Международни | Клей       | Филип Колшрайбер | 6–2, 3–6, 4–6           |
| Победа | 4–4   | 2008   | Махаращра Оупън         | Международни | Твърда     | Рафаел Надал     | 6–0, 6–1                |
| Загуба | 4–5   | 2009   | Баварски шампионат      | 250 серии    | Клей       | Томаш Бердих     | 4–6, 6–4, 6–7(5–7)      |
| Загуба | 4–6   | 2009   | Япония Оупън            | 500 серии    | Твърда     | Жо-Вилфрид Цонга | 3–6, 3–6                |
| Победа | 5–6   | 2009   | Купа на Кремъл          | 250 серии    | Твърда (з) | Янко Типсаревич  | 6–7(5–7), 6–0, 6–4      |
| Загуба | 5–7   | 2009   | Валенсия Оупън          | 500 серии    | Твърда (з) | Анди Мъри        | 3–6, 2–6                |
| Загуба | 5–8   | 2010   | Ротердам Оупън          | 500 серии    | Твърда (з) | Робин Сьодерлинг | 4–6, 0–2, отказва се    |
| Загуба | 5–9   | 2010   | Дубай Тенис Чемпиъншипс | 500 серии    | Твърда     | Новак Джокович   | 5–7, 7–5, 3–6           |
| Победа | 6–9   | 2010   | Баварски шампионат      | 250 серии    | Клей       | Марин Чилич      | 6–3, 4–6, 6–4           |
| Победа | 7–9   | 2010   | Малайзия Оупън          | 250 серии    | Твърда (з) | Андрей Голубьов  | 6–7(2–7), 6–2, 7–6(7–3) |
| Загуба | 7–10  | 2010   | Санкт Петербург Оупън   | 250 серии    | Твърда (з) | Михаил Кукушкин  | 3–6, 6–7(2–7)           |
| Победа | 8–10  | 2012   | Загреб Индорс           | 250 серии    | Твърда (з) | Лукаш Лацко      | 6–2, 6–3                |
| Загуба | 8–11  | 2013   | Хале Оупън              | 250 серии    | Трева      | Роджър Федерер   | 7–6(7–5), 3–6, 4–6      |
| Победа | 9–11  | 2013   | Суис Оупън              | 250 серии    | Клей       | Робин Хаасе      | 6–3, 6–4                |
| Победа | 10–11 | 2013   | Валенсия Оупън          | 500 серии    | Твърда (з) | Давид Ферер      | 6–3, 7–5                |